# 리브레 파라 아마르테
《리브레 파라 아마르테》(스페인어: Libre para amarte)은 2013년 방영된 멕시코의 텔레노벨라이다.